# 中村均
中村 均（なかむら ひとし、1948年9月13日 - ）は、京都府京都市左京区一乗寺出身の元調教師。
父も元調教師の中村覚之助。
2010年2月まで日本調教師会会長を務めていた。2011年の時点では同会名誉会長を務めている。

## 来歴
京都市立修学院小学校出身。麻布獣医科大学を首席卒業し、1971年に栗東・中村覚之助厩舎の厩務員となり、後に調教助手となる。
1977年に成宮明光に次ぐ28歳6ヶ月の若さで調教師免許を取得し、1978年に厩舎を開業。7月8日の中京第1競走アラブ3歳未勝利・アイチハヤオーが初出走で2着となり、9月10日の阪神第4競走4歳以上300万下・エスティキング（延べ6頭目）で初勝利を挙げる。1983年に阪神障害ステークス（春）をキョウエイウオリアが制し重賞初勝利を挙げると、同年にはダートを2連勝したジョーキジルクムで優駿牝馬（オークス）に参戦。担当厩務員はトレセンに入ったばかりの20代で、鞍上の岡冨俊一は2年目であった。闇雲に挑戦したため作戦などもなく、パドックでは岡冨が顔に真っ青にしていたが、レースでは5頭横一線でタイム差無しの史上稀に見る激戦の4着に好走。1984年にはオークスをトウカイローマンで制しGI及びクラシック初勝利を挙げるが、この時は緻密な計算で練り上げた作戦を岡冨に伝授。岡冨も前年の経験から緊張せずに作戦を忠実に実行し、ダイアナソロンの二冠を阻止した。
1995年、11月23日に管理馬が地方競馬に初出走。
1997年、12月10日に管理馬が地方競馬での初勝利を挙げる。
2001年、7月29日に函館2歳ステークスをサダムブルースカイが優勝。これが調教師としては最多の、函館2歳（3歳）ステークス3勝目となった。この記録は現在まで破られていない。
2007年4月2日、調教師史上100人目のJRA通算500勝を達成。8月には函館開催のリーディングトレーナーとなる。9月8日、グレード制導入（1984年）以降では当時のJRA新記録となる、11週連続勝利を達成する。
2012年、4月29日に天皇賞（春）でビートブラックが優勝。父は1972年の秋にヤマニンウエーブで制しており、天皇賞親子制覇。
2019年2月28日付けで定年の為、調教師を引退した。引退後は東京スポーツ専属の競馬評論家として安藤勝己らとともに活動している。
2020年11月3日付けで発表された秋の叙勲受章者において、岡部幸雄とともに旭日小綬章を受章。

## 人物
趣味は映画鑑賞。中学生の時に洋画に興味を持ち、映画関係の雑誌を買っていたという。また、若いころにバンドを組んでいたこともあったという。

## 調教師成績
|            | 日付          | 競走名             | 馬名               | 頭数 | 人気 | 着順 |
| ---------- | ------------- | ------------------ | ------------------ | ---- | ---- | ---- |
| 初出走     | 1978年7月8日  | -                  | アイチハヤオー     | -    | -    | 2着  |
| 初勝利     | 1978年9月10日 | -                  | エスティキング     | -    | -    | 1着  |
| 重賞初出走 | 1979年1月28日 | アラブ大賞典（春） | アイチハヤオー     | 12頭 | 12   | 10着 |
| 重賞初勝利 | 1985年2月27日 | 阪神障害S（春）    | キョウエイウオリア | 11頭 | 5    | 1着  |
| GI初出走   | 1980年4月6日  | 桜花賞             | サニードンテスコ   | 21頭 | 13   | 9着  |
| GI初勝利   | 1984年5月20日 | 優駿牝馬           | トウカイローマン   | 25頭 | 9    | 1着  |

## 主な管理馬
※括弧内は当該馬の優勝重賞競走、太字はGI級競走。
- キョウエイウオリア（1983年阪神障害ステークス（春）、1986年阪神障害ステークス（秋）、1989年中山大障害（春））
- トウカイローマン（1984年優駿牝馬、1987年京都大賞典）
- マイネルフリッセ（1988年きさらぎ賞）
- ヤマニンアピール（1988年阪神障害ステークス（春）、京都大障害（春・秋）、中山大障害（秋））
- カツノジョオー（1990年ローズステークス）
- ヤマニンマリーン（1991年4歳牝馬特別（東））
- インターマイウェイ（1995年大阪杯、函館記念）
- レッドコーラル（1995年タマツバキ記念）
- プラウドマン（1995年函館3歳ステークス）
- マイネルマックス（1996年函館3歳ステークス、京成杯3歳ステークス、朝日杯3歳ステークス、2000年マイラーズカップ）
- ボールドエンペラー（1997年デイリー杯3歳ステークス、1998年東京優駿2着）
- マイネルクラシック（1997年北海道3歳優駿）
- サダムブルースカイ（2001年函館2歳ステークス）
- カーム（未勝利）
- マイネルセレクト（2003年シリウスステークス、2004年ガーネットステークス、東京盃、JBCスプリント、2005年黒船賞）
- マイネルハーティー（2005年ニュージーランドトロフィー）
- マイネサマンサ（2006年京都牝馬ステークス、2007年中山牝馬ステークス）
- トウカイワイルド（2007年日経新春杯）
- ビートブラック（2012年天皇賞（春））
- マイネルフィエスタ （2017年京都ジャンプステークス）
- キンショーユキヒメ （2018年福島牝馬ステークス）

## 表彰
- JRA賞優秀技術調教師

1988年
- 優秀調教師賞（関西）

1988年
- 令和元年度スポーツ功労者文部科学省顕彰

2020年
- 旭日小綬章

2020年

## 主な厩舎所属者
※太字は門下生。括弧内は厩舎所属期間と所属中の職分。
- 長谷川浩大（2003年-2008年 騎手）